# جيمس ويلسون (سياسي نيوزلندي)
جيمس ويلسون (بالإنجليزية: James Wilson)‏ هو فلاح وسياسي نيوزلندي، ولد في 29 نوفمبر 1849 في المملكة المتحدة، وتوفي في 3 مايو 1929 في نيوزيلندا. انتخب عضو مجلس النواب نيوزيلندا عن دائرة Foxton (New Zealand electorate) ‏ (1881 – 1884).